# Homolodromiidae
Homolodromiidae är en familj av kräftdjur. Homolodromiidae ingår i överfamiljen Homolodromioidea, ordningen tiofotade kräftdjur, klassen storkräftor, fylumet leddjur och riket djur. Enligt Catalogue of Life omfattar familjen Homolodromiidae 3 arter. 
Homolodromiidae är enda familjen i överfamiljen Homolodromioidea.
Kladogram enligt Catalogue of Life:
| Homolodromiidae | \| \| Dicranodromia \| \| \| \| \| \| Homolodromia \| \| \| \| |
|                 | \| \| Dicranodromia \| \| \| \| \| \| Homolodromia \| \| \| \| |
|                 | Dicranodromia                                                  |
|                 |                                                                |
|                 | Homolodromia                                                   |
|                 |                                                                |

## Bildgalleri

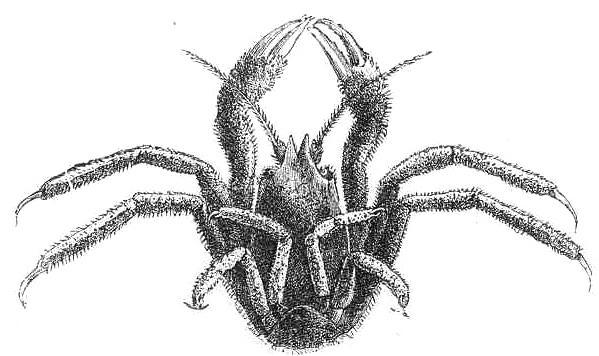